# Muzikologie
Muzikologie je vědní obor na rozhraní humanitních a exaktních věd, jehož předmětem zkoumání je hudba a všechny s ní související jevy. Název oboru byl odvozen od řeckých slov músiké (μουσική = interpretační a "ctnostná" umění) a logos (λόγος = slovo, význam, smysl). Slovo músiké je vytvořeno ze základu músa, tedy pojmu označujícího bohyně či nadpřirozené patronky umění (Euterpé a Polyhymnia – hudba; Erató, Kalliopé a Thaleia – poezie; Melpomené – tragédie; Terpsichoré – tanec; Kleió – dějepisectví, Úrania – astronomie). Postupem času začal být pojem músiké užíván pouze v souvislosti s hudbou, v tomto významu také přešel v podobě "musica" do latiny a skrze ní do většiny moderních evropských jazyků. Českým synonymem pojmu muzikologie je tedy hudební věda. Shrnuje všechny teoretické i praktické otázky, kladené hudbě a také všechno vědění o ní, včetně např. hudební historie, znalostí skladeb, žánrů a interpretů.

## Definice
V bohaté světové i domácí odborné literatuře bychom nalezli mnoho různých definic oboru muzikologie (též známé jako „hudební věda“ – z německého die Musikwissenschaft). Nejjednodušší z nich stroze konstatují, že muzikologie je obor vědecky zkoumající hudbu a s ní spojené jevy. Charakter rozsáhlejších definic často záleží na odborném zaměření jejich tvůrců (např. filosofů dějin hudby a etnomuzikologů). Z historického úhlu pohledu v literatuře početně převažují definice ovlivněné kunsthistorií a estetikou, které označují muzikologii za vědu zkoumající teorii a dějiny hudby v její umělecké rovině. Přibližně od poloviny minulého století se však do popředí dostává etnomuzikologická koncepce (především v angloamerickém kulturním prostoru), která definuje tento obor jako snahu o pochopení sociálních a psychologických fenoménů stojících na pozadí komplexu jevů obecně označovaných pojmem hudba. Na tomto místě je důležité zdůraznit neustále se proměňující (především společenský) charakter hudby a z toho plynoucí neutichající vývoj muzikologie. Definice oboru je tedy (pochopitelně) poplatná dobovému paradigmatu a při volbě konkrétní formulace je vždy potřeba pečlivě zohlednit všechny dobové aspekty hudby a vědy jako takové.

## Metody bádání
Mnoho autorů se pokouší definovat muzikologii pomocí užité odborné metodologie a cílů, kterými je výzkum motivován. Muzikologie ale zkoumá rozličné hudební jevy z mnoha různých úhlů pohledu. Hudba je navíc de facto všudypřítomnou složkou lidského světa a tak je muzikologie pouze zastřešujícím pojmem pro velké množství více specializovaných multidisciplinárních oborů využívajících metodologie jak humanitních, tak přírodovědných nauk (komparativní metoda, metoda analogie, brainstorming, experiment, atd.). Zmíněná „nabobtnalost“ muzikologie v konečném důsledku zapříčiňuje selhání všech pokusů o vymezení jejího obsahu a charakteru pomocí metod a cílů bádání. Dalo by se tedy říci, že je pro muzikologii typická velká šíře témat, kterým se snaží věnovat a vysoká pestrost metod, jimiž se snaží dosáhnout naplnění stanovených záměrů. Tradiční oblastí zájmu muzikologie (již od dob antického Řecka) je hudební akustika, hudební teorie a dějiny hudby, v této oblasti se pochopitelně nejvíce prosazuje metodologie společenských věd. S průmyslovou revolucí a rozvojem lékařství v 19. století se rozsah zájmů muzikologie rozšířil také na fyziologii slyšení a zpěvu, tedy oblasti typicky využívající experimentální metody výzkumu. Přibližně ve stejné době pronikla, vlivem vrcholného kolonialismu a sílícímu národnímu uvědomění, do muzikologie také etnologie, folkloristika a antropologie. V průběhu 20. století byly téměř všechny muzikologické disciplíny ovlivněny rozvíjející se sociologií a psychologií, především s důrazem na jejich marxistickou a behaviorální podobu. Zdá se, že zatím posledními proudy radikálně (re)formující celou muzikologii (i po stránce metodologické) jsou genderová studia, výpočetní technologie, nová média a evoluční teorie. Výzkumné cíle jsou přímo odvislé od zaměření jednotlivých muzikologických disciplín, které v jejich pestrosti propojuje pouze snaha o co nejhlubší porozumění hudbě. V zásadě lze rozlišit dvě hlavní motivace muzikologického výzkumu: praktické (především pedagogické a interpretační) a teoretické (prohloubit lidské poznání a duševní schopnosti).

## Původ
Přestože první spisy o hudbě nalezneme už u starověkých myslitelů (nejen v antickém světě, ale také ve staré Číně, Indii, apod.), nelze tyto práce vnímat jako výstup muzikologického bádání, ale spíše jako součást filosofie, estetiky (popřípadě matematiky či teologie). Muzikologie z výše nastíněných kořenů vystupuje teprve v průběhu 19. století, kdy se jí dostává patřičné institucionální základny, specifického terminologického aparátu a metodologie. Převážná část teoretiků zabývajících se dějinami muzikologie klade vznik tohoto oboru do německy mluvících zemí (jsou však známy také francouzské a anglické práce z 18. a 19. století, které lze považovat za moderní [etno]muzikologické studie). Za symbolický zakladatelský počin je považována předmluva Friedricha Chrysandera (1826–1901) k prvnímu dílu „Jahrbücher für musikalische Wissenschaft“ z roku 1863. Do první generace zakladatelů muzikologie se po bok Chrysandera staví např. Carl Stumpf (1848–1936), Hermann von Helmholtz (1821–1894) a zejména český rodák Guido Adler (1855–1941) článkem „Umfang, Methode und Ziel der Musikwissenschaft“ (1885) a Hugo Riemann (1849–1919) spisem Grundriß der Musikwissenschaft (1908). Pojem, který se v této době vžil pro označení muzikologie – „Musikwissenschaft“ (odtud české spojení „hudební věda“ nebo ruské „музыковедение“) – se však zrodil již o generaci dříve, roku 1827 jej snad prvně použil německý hudebník a učitel Johann Bernhard Logier (1777–1846). Přestože pojmu „Musikwissenschaft“ silně konkurovaly i jiné termíny ("Tonwissenschaft" či "Musikforschung"), ujal se také v názvu dalšího periodika „Vierteljahrsschrift für Musikwissenschaft“ (Leipzig: Breitkopf & Härtel, 1885–94), kterému je obdobně jako „Jahrbücher für musikalische Wissenschaft“ (Leipzig: Breitkopf & Härtel, 1863–1867) přisuzována role zakladatele muzikologie. Samotná varianta „muzikologie“ (z řeckého músiké[μουσική]+logos[λόγος] = „interpretační umění“+„slovo/význam/smysl“) se vžila především zásluhou francouzských a anglických odborných společností (The International Musicological Society – 1900 až 1914; Société Internationale de Musicologie – založena 1928).

## Disciplíny, podobory
Ne všechny z níže uvedených disciplín jsou obecně uznávány jako samostatné podobory muzikologie, definice některých z nich se mohou překrývat, nebo naopak regionálně lišit (etnomuzikologie, biomuzikologie, zoomuzikologie, …); velká část z těchto disciplín není v české odborné literatuře zmiňována. Jednotlivé muzikologické disciplíny bývají rozdělovány do tří základních skupin: systematická muzikologie (disciplíny primárně nezkoumající dějinný vývoj s blízkým vztahem k hudební teorii), historiografické disciplíny (hudební historiografie, paleografie, ikonografie...) a pomocné vědy (estetika, filozofie, etnologie...).
- hudební teorie

se zabývá vnitřními zákonitostmi uspořádání tónového materiálu (harmonie, kontrapunkt, melodika, tektonika, dynamika, kinetika, hudební forma)
- hudební historiografie (též. dějiny hudby)

studuje dějinný vývoj hudebních kultur, národů, skladatelských škol, život a dílo skladatelů, proměny interpretační praxe
- hudební paleografie (též. teorie hudebního zápisu či nauka o hudební notaci)

je zaměřena na charakteristiku, kvalifikaci a klasifikaci různých notačních systémů
- hudební archeologie

zkoumá dochované nálezy hudebních památek (především hudebních nástrojů) a pokouší se o jejich rekonstrukci (experimentální hudební archeologie)
- hudební ikonografie

vyhledává, analyzuje a interpretuje výtvarná vyobrazení hudebních nástrojů a provozování hudby
- archivnictví hudebních památek

třídí, zpracovává a konzervuje hudební památky (především notové zápisy)
- organologie

nauka o stavbě, vlastnostech a historickém vývoji hudebních nástrojů
- hudební akustika (bioakustika, psychoakustika)

vyšetřuje fyzikální podstatu hudebního signálu, hudebních nástrojů a prostorů
- hudební psychologie

zkoumá proces přijímání, vyhodnocování a produkce hudby z pohledu psychologie
- hudební sociologie

se pokouší objasnit společenskou podstatu hudebních jevů (vkus, generační problémy, davové chování...)
- hudební antropologie

pojem užívaný jen v omezené míře; často definován jako sjednocení hudební psychologie, sociologie a etnomuzikologie
- hudební praxeologie

mladá a minoritní muzikologická disciplína zkoumající společenský rozměr hudby v kontextu celého kulturního života za cílem zpětného formování hudební kultury a předvídání jejího dalšího vývoje
- genderová studia v hudbě

se zabývají sexualitou v hudební kultuře, vlivu sexuální determinace na produkci hudby a společenské postavení jednotlivých společenských skupin (popřípadě jejich členů) definovatelných na základě jejich sexuální orientace
- hudební regionalistika

zkoumá charakter a proměny hudebního života na úrovni přesně definovatelných geografických regionů
- etnomuzikologie

zkoumá veškeré aspekty všech známých hudebních kultur, které vnímá jako navzájem si rovnocenné; usiluje o podporu a zachování lidových tradic a kulturně hudební diverzity; vyhledává a analyzuje obecné hudební jevy společné všem hudebním kulturám, popřípadě se pokouší osvětlit původ o podstatu endemicky se vyskytujících hudebních jevů
- biomuzikologie

pojmenována dle názvu knihy Nilse L. Wallina Biomusicology z roku 1991; aplikuje postupy biologického výzkumu na oblast hudebních jevů; vnímá hudbu jako výsledek chování, tedy biologického procesu
- zoomuzikologie

usiluje o řešení pradávné otázky zda existuje obdoba hudby (čistě lidského produktu) ve světě zvířat
- evoluční muzikologie

často považována za subdisciplínu biomuzikologie a zoomuzikologie; zkoumá vývoj hudby na půdorysu evolučních teorií
- komparativní muzikologie

označována za předchůdce moderní etnomuzikologie; porovnává jednotlivé hudební kultury (původně za cílem odlišení evropské "klasické" hudby a mimoevropských hudebních kultur)
- filozofie hudby

jádro moderní muzikologie, pravděpodobně nejstarší ucelená muzikologická disciplína; zabývá se smyslem, charakterem, funkcí a účelem, zkoumá její objektivní podstatu, snaží se definovat základní hudební jevy a muzikologické problémy, zabývá se také estetikou hudby
- hudební estetika a kritika

usiluje o objektivní hodnocení kvalitativních stránek zákonitostí a podmínek hudebního krásna
- interpretační umění

hledá cesty k dokonalé zvukové realizaci hudby
- hudební management

spravuje a řídí hudební kulturu na úrovni organizační, personální a finanční
- hudební lexikografie a terminologie

se zabývá pojmoslovným aparátem užívaným napříč celou hudební kulturou
- hudební technologie

realizuje klasifikaci a vývoj softwaru a hardwaru užitého jak v muzikologickém výzkumu, tak v umělecké tvorbě
- muzikoterapie

usiluje o terapeutické využití hudby

## Aktuální trendy
Současný vývoj muzikologie je motivován především technologickým pokrokem a globalizací (snahou o udržení kulturní diverzity, reakce na společenské změny). Jedním z prvních muzikologů, který výrazně ovlivnil současnou podobu muzikologie byl německý myslitel Carl Dahlhaus (10.6.1928 – 13.3.1989). Dahlhaus je dnes vnímán především jako historik, který dokázal překonat konzervativní biografismus klasické hudební historiografie a dějiny nahlížet jako komplexní kulturní jevy, odrážející dobový charakter společnosti. Obdobně jako v dalších humanitních vědách, také do muzikologie vnesla postmoderna nepřehledné množství kontroverzních myšlenkových proudů, především na poli estetiky a muzikoterapie, pozitivně však přispěla k užšímu sepětí muzikologie s přírodovědnými obory. Výsledkem tohoto procesu je například koncept „biomuzikologie“ Švéda Nilse Lennart Wallina, kterým již počátkem devadesátých let minulého století zastřešil evoluční muzikologii, neuromuzikologii a komparativní muzikologii. Implementace evolučních teorií a neuropsychologie v oblasti muzikologického výzkumu lze považovat v současnosti za nejaktuálnější trendy na tomto poli. Jako dobrý příklad je možné uvést výzkum vedený v Centre for Music & Science na University of Cambridge anebo na francouzském IRCAM (Institut de Recherche et Coordination Acoustique/Musique). Méně radikální posun, opět ale ovlivněn teorií evoluce, lze sledovat také v etnomuzikologii, kde výsostné postavení terénního sběru lidové hudby přebírá snaha o sledování vývoje jednoho konkrétního hudebního jevu na globální úrovni, popřípadě odkrývání obecných vývojových vzorců stojících na pozadí dějin hudby (např. výzkum Josepha Jordania zabývajícího se vývojem polyfonních zpěvů).

## Národní školy, regionální podoby
Peter Platt, Masakata Kanazawa a Vincent Duckles ve slovníkovém hesle „National traditions of musicology“ internetové encyklopedie Grove Music Online popisují odlišný charakter, vývoj a postavení muzikologie ve všech dominantních světových kulturách/zemích (Evropa, Rusko, Austrálie, USA...). Vlivem rozdílných systémů podpory školství a výzkumu, kulturních tradicí, ekonomických možností, apod. lze oprávněně tvrdit, že v každé zemi má muzikologie poněkud odlišnou podobu. Česká muzikologie je značně ovlivněna německou muzikologií první poloviny dvacátého století. Je zaměřena spíše na dějiny a teorii hudby a vyučována výhradně na filosofických fakultách. Často využívá specifických, mezinárodně neidentifikovatelných (nesrozumitelných), odborných termínů typu „artificiální a nonartificiální hudba“ Naproti tomu v anglicky mluvících zemích bývá muzikologie vyučována na všech typech univerzit (technických, pedagogických, humanitních...), klade důraz na interpretační praxi a velkou měrou se věnuje etnomuzikologii a hudebním technologiím. Svébytný charakter má také muzikologie ruská, především pro množství regionálně rozšířených estetických koncepcí a mezinárodně nesrozumitelné terminologii (např. Asafjevovská teorie intonace a do české terminologie proniknuvší pojem „bytová hudba“).

## Významní čeští muzikologové

### „Zakladatelé“ české muzikologie
- Otakar Hostinský (2/1/1847, Martiněves – 19/1/1910, Praha)
- Zdeněk Nejedlý (10/2/1878, Litomyšl – 9/3/1962, Praha)
- Otakar Zich (25/3/1879, Městec Králové – 9/7/1934, Ouběnice)
- Vladimír Helfert (24/3/1886, Plánice – 18/5/1945, Praha)

### „Válečná generace“
- Gracian Černušák (19/12/1882, Ptení – 13/10/1961, Prostějov)
- Emil Axman (3/6/1887, Rataje u Kroměříže – 25/1/1949, Praha)
- Josef Hutter (28/ 2/1894, Praha – 2/12/1959, Praha)
- Antonín Modr (17/5/1898 Strašice – 22/4/1983 tamtéž)
- Karel Janeček (20/2/1903, Čenstochová – 4/1/1974, Praha)
- Mirko Očadlík (1/3/1904, Holešov – 26/6/1964, Praha)
- Robert Smetana (29/8/1904, Vídeň – 6/101988, Brno)
- Jan Racek (1/6/1905, Bučovice – 5/12/1979, Brno)
- Alexander Buchner (3/9/1911, Prešov – 4/10/2000, Praha)
- Eduard Herzog (8/6/1916, Vídeň – 26/2/1997, Praha)
- Antonín Sychra (9/6/1918, Boskovice – 21/10/1969, Praha)
- Karel Risinger (18/6/1920, Praha – 11/8/2008, Praha)
- Jaroslav Jiránek (21/8/1922, Praha – 19/7/2001, Praha)
- Jiří Vysloužil (11/5/1924, Košice – 26/11/2015, Brno)
- Luděk Zenkl (5/5/1926, Tábor – 1/12/2012, Ostrava)
- Ivan Vojtěch (nar. 1928)
- Vladimír Hudec (10/12/1929, Olomouc – 12. 9. 2003, Brno)
- Ivan Poledňák (31/12/1931, Velké Meziříčí – 5./10/2009, Praha)
- Jiří Sehnal (15/2/1931, Radslavice)
- Rudolf Pečman (12/4/1931, Staré Město u Frýdku – 16/12/2008, Brno)
- Tomislav Volek (nar. 1931)
- Josef Bek (5/12/1934, Úsov – 10/9/2005, Praha)

### Německy píšící, nebo v zahraničí působící významní muzikologové českého původu
- Raphael Georg Kiesewetter (Holešov 29/8/1773 – Baden, 1/1/1850)
- August Wilhelm Ambros (Vysoké Mýto, 17/11/1816 – Vídeň, 28/6/1876)
- Eduard Hanslick (Praha, 11/9/1825 – Vídeň, 6/8/1904)
- Johann Joseph Abert (Kochovice, 20/9/1832 – Stuttgart, 1/4/1915)
- Guido Adler (Ivančice, 1/11/1855 – Vídeň, 15/2/1941)
- Richard Wallaschek (Brno, 16/11/1860 – Vídeň, 24/4/1917)
- Heinrich Rietsch-Löwy (Sokolov, 22/9/1860 – Praha, 12/12/1927)
- Adolph Koczirz (Všeruby, 2/4/1870 – Vídeň, 22/2/1941)
- Paul Stefan-Grünfeldt (Brno, 25/11/1879 – New York, 12/11/1943)
- Leo Kestenberg (Ružomberok, 27/11/1882 – Tel-Aviv, 14/1/1962)
- Robert Maria Haas (Praha, 1886 – Vídeň, 1960)